# Karel Haas (politik)
Karel Haas (* 14. září 1973 Pardubice) je český pravicový politik, od října 2021 poslanec Poslanecké sněmovny PČR, od roku 2014 zastupitel města Pardubice a zastupitel městského obvodu Pardubice IV, člen ODS. Je též dorosteneckým vicemistrem Evropy a trenérem orientačního běhu.

## Život
V letech 1992 až 1997 vystudoval Právnickou fakultu Masarykovy univerzity (získal titul Mgr.). V současné době pracuje jako právní expert pro ČSOB pojišťovnu a v klubu orientačního běhu OK Lokomotiva Pardubice zastává pozici trenéra mladšího dorostu.
Karel Haas žije ve městě Pardubice, konkrétně v části Pardubičky.

## Politická kariéra
V komunálních volbách v roce 2010 kandidoval za ODS do Zastupitelstva městského obvodu Pardubice IV, ale neuspěl (skončil jako první náhradník). Zvolen byl až ve volbách v roce 2014, a to na kandidátce subjektu „Sdružení ODS a nezávislých kandidátů“. Mandát zastupitele městského obvodu obhájil ve volbách v roce 2018, opět jako člen ODS na kandidátce subjektu „Sdružení ODS a nezávislých kandidátů“. V komunálních volbách v roce 2022 kandidoval do Zastupitelstva městského obvodu Pardubice IV ze 4. místa kandidátky koalice SPOLU (tj. ODS, KDU-ČSL a TOP 09). Vlivem preferenčních hlasů však skončil třetí, a obhájil tak mandát zastupitele městského obvodu.
V komunálních volbách v roce 2010 kandidoval za ODS také do Zastupitelstva města Pardubice, ale neuspěl. Zvolen byl až ve volbách v roce 2014. Mandát zastupitel města obhájil ve volbách v roce 2018, a to z pozice lídra kandidátky ODS. V komunálních volbách v roce 2022 kandidoval do zastupitelstva Pardubic ze 7. místa kandidátky koalice SPOLU (tj. ODS, KDU-ČSL a TOP 09). Vlivem preferenčních hlasů však skončil první, a obhájil tak mandát zastupitele města.
V krajských volbách v roce 2012 kandidoval za ODS do Zastupitelstva Pardubického kraje, ale neuspěl.
Ve volbách do Poslanecké sněmovny PČR v roce 2021 kandidoval z pozice člena ODS na 4. místě kandidátky koalice SPOLU (tj. ODS, KDU-ČSL a TOP 09) v Pardubickém kraji. Vlivem 7 323 preferenčních hlasů nakonec skončil druhý, a stal se tak poslancem. V únoru 2024 se postavil proti uzákonění stejnopohlavního manželství. V červnu 2025 se postavil proti návrhu zakázat prodej energetických nápojů osobám mladším 16 let.
Ve volbách do Poslanecké sněmovny PČR v roce 2025 kandiduje z pozice člena ODS na 2. místě kandidátky koalice SPOLU (tj. ODS, KDU-ČSL a TOP 09) v Pardubickém kraji.